# Флаг Великоустюгского района
Флаг Великоу́стюгского района — официальный символ Великоустюгского муниципального района Вологодской области Российской Федерации. Флаг утверждён 1 декабря 2000 года (повторно утверждён 26 сентября 2008 года) и внесён в Государственный геральдический регистр Российской Федерации под номером 722.
В связи с исторически сложившимися традициями муниципальное образование «Город Великий Устюг» вправе использовать флаг Великоустюгского муниципального района наравне с муниципальным образованием «Великоустюгский муниципальный район».
Флаг Великоустюгского муниципального района может использоваться городскими и сельскими поселениями, входящими в состав Великоустюгского муниципального района, наравне с муниципальным образованием «Великоустюгский муниципальный район».

## Описание
«Флаг Великоустюгского муниципального района представляет собой зелёное полотнище с отношением ширины к длине 2:3, несущее изображение герба района в упрощённой версии».
Герб района разработан на основе исторического герба Великого Устюга: в зелёном поле на берегу сидящий Водолей, держащий в руках кувшины, из которых выливается вода.
Эта композиция появилась на знамёнах армейских полков, расквартированных в Великом Устюге, в XVIII веке. Она символизирует слияние рек Юга и Сухоны с образованием реки Северная Двина.